# Arenga ryukyuensis
Arenga ryukyuensis är en enhjärtbladig växtart som beskrevs av Andrew James Henderson. Arenga ryukyuensis ingår i släktet Arenga och familjen Arecaceae.
Artens utbredningsområde är Nansei-shoto. Inga underarter finns listade i Catalogue of Life.